# Список эпизодов телесериала «Орвилл»
Эпизоды телевизионного научно-фантастического сериала «Орвилл» (англ. The Orville) выходящего на телеканале Fox с 10 сентября 2017.

## Сезоны
| Сезон | Серии | Серии | Даты показа     | Даты показа     | Даты показа |
| Сезон | Серии | Серии | Первая серия    | Последняя серия | Канал       |
| ----- | ----- | ----- | --------------- | --------------- | ----------- |
| 1     | 12    | 12    | 19 октября 2017 | 7 декабря 2017  | Fox         |
| 2     | 14    | 14    | 30 декабря 2018 | 24 апреля 2019  | Fox         |
| 3     | 10+1  | 10+1  | 2 июня 2022     | 4 августа 2022  | Hulu        |

### Сезон 1 (2017)
| № | #  | Название                                               | Режиссёр             | Автор сценария                 | Дата премьеры    | Зрители в США (млн) |
| --- | -- | ------------------------------------------------------ | -------------------- | ------------------------------ | ---------------- | ------------------- |
| 1 | 1  | «Старые раны» «Old Wounds»                             | Джон Фавро           | Сет Макфарлейн                 | 10 сентября 2017 | 8,56                |
| Космический пилот 25-го века Эд Мерсер разводится со своей женой, Келли Грейсон, после того, как застал её в постели с синекожим пришельцем. Через год он принимает должность капитана корабля «Орвилл» и приходит в ужас, когда узнаёт, что Келли назначена на место его первого помощника. Во время первой миссии Орвилла враждебно настроенные инопланетяне расы криллов пытаются украсть устройство, которое может ускорять время. Мерсер и Грейсон используют устройство, чтобы уничтожить судно криллов. |    |                                                        |                      |                                |                  |                     |
| 2 | 2  | «Командная игра» «Command Performance»                 | Роберт Данкан Макнил | Сет Макфарлейн                 | 17 сентября 2017 | 6,63                |
| Эд и Келли попадают в ловушку, где технологически развитая раса каливонцев, считающая себя превосходящей другие, держит их взаперти и использует как экземпляры в зоопарке. Алара остаётся за главную в команде Орвилла, поскольку Бортус отложил яйцо и должен его инкубировать. Алара не уверена в себе, но после разговора с Клэр ей всё-таки удаётся взять себя в руки. Эд и Келли задаются вопросом, смогли ли бы они сохранить свои супружеские отношения, но приходят к выводу, что это невозможно. Адмирал Такер запрещает Аларе приближаться к планете Каливон, чтобы спасти Эда и Келли и приказывает вместо этого вернуться на Землю. Алара нарушает этот приказ и спасает Эда, Келли и ребёнка-инопланетянина, который также находился взаперти в зоопарке. Эд награждает Алару медалью чести. Из яйца Бортуса вылупляется особь женского пола, что шокирует его и Клайдена, ведь все мокланы — мужчины. |    |                                                        |                      |                                |                  |                     |
| 3 | 3  | «Из чего только сделаны девочки» «About a Girl»        | Брэннон Брага        | Сет Макфарлейн                 | 21 сентября 2017 | 4,05                |
| Бортус и Клайден намерены поменять хирургический путём пол своего ребёнка, что является стандартной практикой для мокланов, когда рождается самка. Клэр и Эд возражают против данной процедуры, поэтому Бортус и Клайден планируют провести процедуру на судне мокланов. Гордон и Джон меняют взгляд Бортуса, показывая ему мультфильм «Оленёнок Рудольф», в котором из-за нестандартной внешности Рудольфа к нему относились с пренебрежением. Клайден настаивает на проведении процедуры, сообщая, что он сам родился самкой. Бортус решает пойти под трибунал, чтобы присяжные решили судьбу младенца. Келли соглашается быть адвокатом Бортуса. Она ставит под сомнение идею мужского превосходства, демонстрируя, что Алара физически сильна, а Гордон глуп. Эд находит пожилую женщину из рода мокланов, Хивену, которая свидетельствует о том, что она жила счастливой и наполненной смыслом жизнью в уединении, и показывает, что под псевдонимом «Гондус Элден» она стала самым уважаемым писателем мокланов. Но Клайден и трибунал не согласны, и ребёнок проходит операцию. Несмотря на своё несогласие, Бортус и Клайден преданы друг другу и решают дать своему сыну Топе хорошую жизнь. |    |                                                        |                      |                                |                  |                     |
| 4 | 4  | «Если звёзды зажигают...» «If the Stars Should Appear» | Джеймс Л. Конуэй     | Сет Макфарлейн                 | 28 сентября 2017 | 3,70                |
| Мерсер и экипаж Орвилла столкнулись в космосе с массивным судном, которое в скором времени может столкнуться с ближайшей звездой. После того как Мерсер, Айзек, Финн, Китан и Грейсон заходят на судно, они обнаруживают внутри искусственную биосферу, в которой, по-видимому, обитают около 3 миллионов человек. Они решают разделиться и пойти на поиски жителей, чтобы предупредить их о предстоящей опасности. Мерсер, Айзек и Финн быстро обнаруживают, что биосфера управляется авторитарной теократической диктатурой и что большая часть населения забыла, что они живут на искусственном судне, Яхавуса Дорала, последнего капитана Биокорабля, считают «Богом-Создателем». Говорить о том, что они живут на космическом судне считается богохульством и наказывается смертью. Только немногие люди, так называемые «реформаторы», догадываются об истинном положении дел. Когда Алару и Келли останавливает полиция, Алара получается ранение в грудь, а Келли похищают и подвергают пыткам. Вместе с реформаторами Мерсер, Айзек и Финн находят раненую Алару, освобождают Келли и дают контроль над судном реформаторам, восстановив открывающуюся крышу корабля и показав не знавшим о космосе людям звёзды. |    |                                                        |                      |                                |                  |                     |
| 5 | 5  | «Приа» «Pria»                                          | Джонатан Фрейкс      | Сет Макфарлейн                 | 5 октября 2017   | 3.43                |
| Экипаж корабля получает сигнал бедствия от торгового судна, потерпевшего крушение на комете, которая летит прямиком на местную звезду. Эпипажу удаётся вовремя спасти единственного члена экипажа Прию Лавеск. Тогда как Эд поражён красотой Прии и начинает влюбляться в неё, Келли считает, что с незнакомкой что-то не так. Затем «Орвилл» попадает в зону тёмной материи и чуть не погибает, спасаяль лишь благодаря пилотажу Прии. Эд и Прия оказываются в постели, тогда как Келли и Алара обыскивают каюту Прии и обнаруживают загадочный предмет, не поддающийся сканированию. Эд ничего не желает слышать и делает женщинам выговор за необоснованное подозрение. Однако затем инженеры обнаруживают тот же самый предмет возле двигателя. Эд, Келли и Алара идут допрашивать Прию, которая признаётся, что является путешественницей во времени из XXIX века. Согласно истории, «Орвиллу» было суждено погибнуть в зоне тёмной материи вместе с экипажем. Прия занимается извлечением из истории редких антиквариатов, которые были уничтожены, чтобы после продать на чёрном рынке, а взамен, экипаж «Орвилла» получит шанс жить в будущем. Устройство Прии захватывает управление кораблём и ведёт его к червоточине, через которую корабль попадает в будущее. Однако роботу Айзеку удаётся отключить устройство, и Эд приказывает вернуться в свою эпоху, тогда как Келли избивает Прию. Эд объясняет, что согласно квантовой теории, если уничтожить червоточину, то этих событий не случится, с той лишь разницей, что «Орвилл» будет продолжать существовать. Червоточина уничтожается, и Прия исчезает, но по взгляду Эда легко понять, что он ничего не забыл. |    |                                                        |                      |                                |                  |                     |
| 6 | 6  | «Криллы» «Krill»                                       | Джон Кассар          | Дэвид Гудман                   | 12 октября 2017  | 3.37                |
| «Орвилл» прибывает на орбиту новой колонии, на которую напал линейный крейсер криллов. Благодаря тактике Мерсера и пилотажу Маллоя, экипажу удаётся уничтожить врага. В обломках обнаружен неповреждённый челнок криллов. Адмирал Одзава посылает Мерсера и Маллоя внедриться в стан криллов, чтобы выкрасть копию «Анканы» — священного текста этой расы, чтобы понять их культуру и найти способ помириться с ними. С помощью кайлонских голографических технологий, Мерсер и Маллой выдают себя за криллов и летят на уцелевшем челноке. Их подбирает эсминец криллов, и они убеждают капитана корабля, что являются единственными выжившими с уничтоженного линейного крейсера. Вскоре им становится известно, что эсминец направляется к мирной сельскохозяйственной колонии Союза, чтобы сбросить на планету нейтронную бомбу, которая убьёт все 100 000 колонистов. Мерсер догадывается, что, будучи родом с планеты с толстым облачным слоем, кожа криллов плохо защищает их от ультрафиолета. Маллой подстраивает скачок напряжения в осветительной системе корабля, однако затем они обнаруживают, что на борту находятся дети. Мерсер удержиавет детей и их учительницу Телею в классе, уничтожив там лампы. Из-за скачка напряжения, все светильники выбрасывают огромное количество ультрафиолета, и все криллы на борту, за исключением детей и учительницы, погибают. Маллою удаётся уничтожить бомбу. Мерсер и Маллой ведут корабль к «Орвиллу», чтобы отдать его инженерам на исследование. Телея утверждает, что Мерсер только что нажил Союзу два десятка злейших врагов в виде детей, потерявших близких. |    |                                                        |                      |                                |                  |                     |
| 7 | 7  | «Правило большинства» «Majority Rule»                  | Такер Гейтс          | Сет Макфарлейн                 | 26 октября 2017  | 4.18                |
| «Орвилл» прибывает на орбиту планеты очень похожей на Землю начала XXI века. Население планеты практикует абсолютную демократию, основанную на социальной сети. Каждый человек носит значок с двумя кнопками: «лайк» и «дизлайк». Если человек набрал миллион «дизлайков», то его арестовывают и подвергают общественному суду, некому аналогу остракизма: он должен выступить на различных ток-шоу и пытаться убедить зрителей в своей невиновности. Если до определённого срока он набирает 10 млн. «дизлайков», то подвергается «коррекции» — местной разновидности лоботомии. Келли, Джон, Алара и Клэр отправляются на челноке на поверхность, чтобы найти двух пропавших антропологов, изучающих эту культуру. Не особо думая, Джон делает неприличные жесты возле статуи исторической личности, и местные снимают это на свой аналог смартфонов, помещая видео в сеть. Он быстро набирает миллион «дизлайков» и попадает за решётку. Эд просит у адмирала разрешения вызволить Джона силой, однако адмирал категорически против вмешательства в примитивную культуру. Все попытки Джона выступить на ток-шоу имеют лишь отрицательный эффект, и его готовятся «откорректировать». Тем временем, Клэр и Алара обнаруживают одного из пропавших антропологов, который прошёл «коррекцию» (не уступил место беременной женщине, так как не видел её). Его коллега пытался бежать и был застрелен. Клэр понимает, что даже медицина Союза не сможет исправить умственные повреждения, вызванные «коррекцией». Клэр и Алара раскрывают свои личности местной баристе, и Алара поднимает её на борт «Орвилла» для беседы с Эдом. Экипаж догадывается, что мнения населения планеты целиком зависит от того, что они читают в соцсети. Айзек взламывает сеть и наполняет её постами, заставляющими людей симпатизировать Джону. Джон недобирает всего 4 «дизлайка» и освобождён. Девушка-бариста решает более не участвовать в процессе голосования. |    |                                                        |                      |                                |                  |                     |
| 8 | 8  | «В складке» «Into the Fold»                            | Сет Макфарлейн       | Брэннон Брага & Андре Борманис | 2 ноября 2017    | 3.83                |
| Клэр с сыновьями отправляется на развлекательную планету, пока инженеры «Орвилла» занимаются улучшением систем корабля. Вместо Джона, ей в пилоты дают Айзека. Их челнок попадает в космическую аномалию и переносится на 1000 светолет в неизведанное пространство. Они совершают аварийную посадку на спутнике газового гиганта, однако Клэр разделяется с детьми и Айзеком. Её похищает местный гуманоид, который объясняет, что население планеты устроило мировую войну с применением биологического оружия. Теперь все водоёмы загрязнены и выжившие люди одичали. Тем временем, Айзеку, незнакомому с тем, как себя вести с детьми, приходится защищать их от набегов местных и пытаться быть для них опекуном. Эд узнаёт о пропаже челнока, и корабль направляется на поиски. Клэр удаётся сбежать от похитителя и вернуться к детям. Айзеку удаётся послать сигнал бедствия. «Орвилл» проходит сквозь аномалию и обнаруживает следы крушения на одной из малых планет близлежащей системы. На челнок наступают десятки местных, и Айзек со старшим сыном Клэр с трудом сдерживают их, в то время как её младший сын заболел из-за загрязнения воды. Затем прибывает второй челнок с «Орвилла» и заставляет местных отступить огнём с воздуха. Вернувшись на корабль, Клэр благодарит Айзека, а тот отвечает, что несмотря на необузданность мальчиков, он к ним привык. |    |                                                        |                      |                                |                  |                     |
| 9 | 9  | «Кинжал Купидона» «Cupid's Dagger»                     | Джеми Бэббит         | Лиз Хелденс                    | 9 ноября 2017    | 3.69                |
| Адмирал Халси отправляет «Орвилл» к планете Лаповиус, чтобы разрешить назревающий конфликт между наварианцами и бруидианцами, так как каждая раса считает, что планета принадлежит ей. На планете обнаружен древний артефакт с остатками ДНК. Обе расы согласны позволить судебному археологу Союза определить кому принадлежит ДНК. Этим археологом оказывается Дарулио — тот пришелец, с которым Эд застал Келли год назад. Келли поначалу собирается вести себя профессионально, однако Эд вновь застаёт их в постели. Позже, Эд и сам начинает вести себя как влюблённый юнец и заигрывает с Дарулио. Тем временем, Клэр наконец соглашается на свидание с Яфитом. Алара требует ответа у Дарулио, и он объясняет, что представители его расы ежегодно выпускают феромоны, которые и повлияли на Келли, Эда и Клэр. Эд и Келли игнорируют послов наварианцев и бруидианцев, и их флоты вступают в бой над планетой. Айзек предлагает создать временное силовой поле между флотами, однако для этого нужен Яфит, которому угрожает оружием ревнивая Клэр. В конце концов, Дарулио разрешает конфликт, заставив послов влюбиться друг в друга, и они отзывают войска. Также, археолог обнаруживает ДНК обеих рас в артефакте, то есть обеим расам придётся учиться жить вместе. Прежде чем Дарулио покидает корабль, Келли спрашивает его испускал ли он феромоны год назад. Тот отвечает, что это возможно. |    |                                                        |                      |                                |                  |                     |
| 10 | 10 | «Огненный шторм» «Firestorm»                           | Джон Кассар          | Черри Чеваправатдумронг        | 16 ноября 2017   | 3.32                |
| Во время прохода «Орвиллом» космической бури, один из инженеров погибает, когда на него падает балка. Алара винит себя, так как не успела её поднять вовремя из-за того, что испугалась внезапного пожара. Она связывается с родителями на Кселае, которые рассказывают о пожаре в их доме, когда она была младенцем. Алара просит, чтобы капитан её отстранил, однако он отказывается. Затем на корабле начинают происходить странные вещи: на борту появляется зловещий клоун, затем каюта Келли превращается в бездну, Бортус обнаруживает аллигатора в трюме, а кают-компания кишит пауками. Алара и Гордон пытаются пробраться в инженерный отсек, однако на них нападает огромный паук, который заглатывает Гордона. Внезапно Алара обнаруживает себя единственной живой душой на корабле, как раз когда «Орвилл» вновь приближается к буре. В инжерерном отсеке, она обнаруживает Айзека, который оказывается виновником всего этого бедствия. Алара успевает покинуть корабль на челноке, преодолевая свой страх перед огнём. И обнаруживает себя в симуляторе. Оказывается, все странные события были программой, составленной Айзеком по её просьбе, чтобы она смогла одолеть все возможные страхи, а не помнит она этого потому, что Клэр стёрла её кратковременную память. Все рады, что Алара в порядке, и она идёт спать спокойно. |    |                                                        |                      |                                |                  |                     |
| 11 | 11 | «Новые горизонты» «New Dimensions»                     | Келли Кронин         | Сет Макфарлейн                 | 30 ноября 2017   | 3,63                |
| Лейтенант Ньютон покидает корабль, и Эду необходимо назначить нового начальника инженерного отдела. Хотя следующим на очереди стоит Яфит, Келли узнаёт, что Джон скрывает свой истинный интеллект. Тот раскрывает, что вырос на аграрной колонии, где не приветствовали «умников», так что он научился прятать свои знания и выработал пониженные амбиции. Келли убеждает Эда дать Джону возможность показать себя, назначив его главой инженерной команды, исследующей космическую аномалию, которую обнаружил экипаж. Она также ненароком выдаёт, что ходатайствовала за него перед адмиралом Халси. Адмирал подтверждает это, однако заявляет, что Эд полностью оправдал его веру в него, и ни у кого в Адмиралтействе нет ни малейшего сомнения насчёт Эда. Всё равно, Эд чувствует себя ущемлённым и более не уверен в себе. Эд пытается предупредить корабль контрабандистов об аномалии, однако те не слушаются и проходят через неё. На борту, экипаж «Орвилла» обнаруживает мёртвый экипаж, а также груз из плазменных ружей, выкраденный у криллов. Джон и Айзек обнаруживают, что аномалия является проходом в двухмерное пространство. Чтобы избежать встречи с тремя кораблями криллов, преследующими воров, Джон предлагает спрятать корабль в двухмерном пространстве, окружив его квантовым пузырём, чтобы защитить экипаж от пагубного «сжатия». Джон и Эд затем берут челнок и вытаскивают «Орвилл» из аномалии, прежде чем пузырь перестанет функционировать. При этом, Джон проявляется качества настоящего командира, даже работая вместе с Яфитом, который его недолюбливает и тоже хочет возглавить отдел. Эд решает назначить Джона на пост, и тот считает, что нашёл своё предназначение. Эд в конце концов решает, что Келли была права насчёт него и благодарит её. |    |                                                        |                      |                                |                  |                     |
| 12 | 12 | «Безумное поклонение» «Mad Idolatry»                   | Брэннон Брага        | Сет Макфарлейн                 | 7 декабря 2017   | 3,54                |
| Эд и Келли решают попробовать встречаться вновь. В неизведанном пространстве, Келли, Гордон и Айзек отправляются на челноке исследовать аномалию. Внезапно, на месте аномалии появляется планета, и челнок совершает экстренную посадку. Келли идёт на разведку и обнаруживает деревню, люди которой находятся на уровне бронзового века. Нарушив правило о невмешательстве в примитивные культуры, Келли спасает местную девочку и залечивает её рану. Экипаж челнока возвращается на «Орвилл» за несколько минут до исчезновения планеты. Во время доклада адмиралу Одзаве, Эд умалчивает о проступке Келли. Через 11 дней, планета возвращается, однако на ней прошло уже 700 лет. Члены экипажа спускаются на планету, переодевшись под местных, и узнают, что население поклоняется божеству по имени Келли. Все неверующие подлежат гонениям и казни. Адмирал Одзава выявляет своё недовольство и запрещает дальнейший контакт с населением планеты. Ослушавшись приказа, Эд и Келли возвращаются на планету и встречают Валондиса — местного религиозного лидера. Келли демонстрирует, что является такой же смертной, как и он, однако подчинённый Валондиса убивает его, не желая расставаться с властью. На следующий цикл, цивилизация уже напоминает Землю начала XXI-го века, погрязшую в фундаментализме и религиозных войнах. Решив исправить ситуацию, Айзек остаётся на планете, ведь для него, 700 лет — сущий пустяк. По возвращении планеты экипаж встречается со сверхразвитой межзвёздной цивилизацией, которая возвращает Айзека и объясняет, что его прибытие вызвало фурор, однако их общество естественным образом ушло от фундаментализма. Прежде чем вернуться на планету, их представители предполагают, что возможно будут изучать культуру Союза через один-два витка планеты, когда они будут на тысячелетия их опережать. Келли и Эд решают, что им лучше оставаться друзьями.                                      |    |                                                        |                      |                                |                  |                     |

### Сезон 2 (2018—2019)
2 ноября 2017 телеканал Fox продлил сериал на второй сезон.
Изначально планировалось, что шоу будет состоять из 13 серий, но после продления на второй сезон было решено делать сезоны по 12 серий, и уже снятая 13-я серия 1 сезона «Джа’лоджа» стала первой серией второго сезона.
| № | #  | Название                                                                            | Режиссёр             | Автор сценария                 | Дата премьеры   | Зрители в США (млн) |
| --- | -- | ----------------------------------------------------------------------------------- | -------------------- | ------------------------------ | --------------- | ------------------- |
| 13 | 1  | «Джа'лоджа» «Ja'loja»                                                               | Сет Макфарлейн       | Сет Макфарлейн                 | 30 декабря 2018 | 5,68                |
| «Орвилл» направляется на планету Моклус, так как для Бортуса наступает ежегодная мокланская церемония мочеиспускания — Джа'лоджа. Келли начинает встречаться с школьным учителем Кассиусом, что создаёт проблемы для Эда, который всё ещё её любит. Во время свидания Келли и Кассиуса, Эд подглядывает за ними на шатле. Келли рассержена этим поступком, но Кассиус принимает сторону Эда, понимая его чувства. В результате чего они ссорятся. Тем временем, сын доктора Финн Маркус начинает вести себя плохо из-за влияния другого подростка Джеймса. После того, как Маркуса и Джеймса ловят за употреблением водки, родители Джеймса утверждают, что зачинщик — Маркус, а не Джеймс. Во время совещания между родителями и Кассиусом, Айзек обнаруживает доказательства вины Джеймса, заслуживая благодарность Финн. Эд помогает Кассиусу найти подход к Келли, и они примиряются, а Алара соглашается на свидание с Данном. |    |                                                                                     |                      |                                |                 |                     |
| 14 | 2  | «Примитивные позывы» «Primal Urges»                                                 | Кевин Хукс           | Уэллсли Уайлд                  | 3 января 2019   | 2,28                |
| Экипаж корабля наблюдает за поглощением планеты Никсии её солнцем. Бортус избегает своего партнёра Клайдена, постоянно посещая симулятор и используя порнографические программы. Желая развода согласно закону моклан, Клайден всаживает Бортусу нож в грудь. Доктору Финн удаётся спасти Бортуса, но Эд требует, чтобы Бортус и Клайден согласились на семейную консультацию с Финн. Бортус раскрывает, что всё ещё не простил Клайдену за то, что тот настоял на смене пола Тобы. Экипаж узнаёт, что планета ранее была обитаема. В подземном бункере осталось всего 75 никсианцев, а сама планета будет разорвана на части в течение суток. Эд решает попытаться спасти никсианцев, однако этой попытке мешает вирус, попавший в системы корабля благодаря новой порнографической программе Бортуса. Бортус и Айзек отправляются на планету, но им удаётся спасти всего 30 местных жителей прежде, чем планета раскалывается на части. Вирус распространяется и угрожает уничтожить весь корабль. К счастью, Айзек вовремя его нейтрализует, позволяя Гордону вылететь из фотосферы звезды. Эд в ярости на Бортуса за его необдуманный поступок, но благодарен за самоотверженность во время спасения никсианцев. Бортус, вдохновлённый увиденным на планете, решает попытаться исправить свою семейную ситуацию. |    |                                                                                     |                      |                                |                 |                     |
| 15 | 3  | «Домой» «Home»                                                                      | Джон Кассар          | Черри Чеваправатдумронг        | 10 января 2019  | 3,06                |
| Сломав руку во время армрестлинга с Айзеком, Алара узнаёт, что её тело постепенно атрофируется из-за отсутствия повышенной гравитации. Следуя рекомендации доктора Финн, она отправляется на Кселею, чтобы восстановить силы вместе с родителями, так и не принявшими её военную карьеру, и сестрой. Она вновь ссорится с отцом, и её родители решают отправиться отдохнуть в пляжном доме. Всё идёт наперекосяк, когда семью берёт в заложники чета, обвиняющая отца Алары в самоубийстве их сына. Несмотря на слабость, Алара побеждает преступников, а её отец спасает Эда от повышенной гравитации этой планеты. Доктор Финн находит способ помочь Аларе остаться на борту «Орвилла», однако она решает остаться с семьёй и покидает корабль. |    |                                                                                     |                      |                                |                 |                     |
| 16 | 4  | «На Земле останутся одни лишь только рыбы» «Nothing Left on Earth Excepting Fishes» | Джон Кассар          | Брэннон Брага и Андре Борманис | 17 января 2019  | 3,01                |
| Эд начинает встречаться с лейтенантом Джанель Тайлер. Она предлагает им взять отпуск. Во время полёта на челноке, они попадают в руки криллов. Криллы пытают Джанель, требуя командные коды Эда. Он выдаёт их, после чего узнаёт, что Джанель — его старая знакомая крилл-учительница Телея, прошедшая пластическую операцию, чтобы внедриться на его корабль и похитить его. На криллов нападают их враги. Телея и Эд успевают добежать до спасательной капсулы и падают на необитаемой планете. За ними по пятам следуют враги. Из-за помех на планете, им необходимо забраться на вершину горы, чтобы послать сигнал бедствия, однако близится утро, а ультрафиолет смертоносен для криллов. Эд и Телея укрываются в пещере. Наутро, Эд узнаёт, что сутки на этой планете равняются 23-м земным, а продовольствия с собой у них — всего на пару дней. Эд сам отправляется на вершину, однако посылает сигнал «Орвиллу», а не криллам. Враги приближаются. Эд набрасывает на Телею свою куртку, и они забираются на вершину, где отстреливаются от врага. На помощь прилетает челнок, пилотируемый Гордоном. На корабле, несмотря на протест Келли, Эд решает освободить Телею в надежде, что криллы и Союз когда-нибудь смогут жить в мире, отдав ей на память сборник песен Билли Джоэла. Тем временем, Гордон решает, что быть пилотом для него недостаточно, и хочет сдать зачёт на командира. |    |                                                                                     |                      |                                |                 |                     |
| 17 | 5  | «Весь мир — именинный пирог» «All the World Is Birthday Cake»                       | Роберт Данкан Макнил | Сет Макфарлейн                 | 24 января 2019  | 3,18                |
| Экипаж «Орвилла» принимает радиосигнал от ранее неизвестной докосмической расы на планете Регор-2. Все с нетерпением ожидают первого контакта. Также, «Орвилл» получает нового шефа безопасности — лейтенанта Таллу Кеяли. Как и Алара, Талла — кселеянка. Эд, Келли, Бортус, Клэр и Талла отправляются на Регор-2 и встречаются с первым префектом планеты, который с радостью принимает гостей со звёзд. Обе стороны рады встрече, однако Клэр замечает, что в местной больнице доктора совершают кесарево сечение беременным женщинам без никакой видимой надобности. Во время торжественного ужина, всё идёт наперекосяк, когда Келли и Бортус замечают, что у них через несколько дней дни рождения. Регорианцы приходят в бешенство и приказывают арестовать всех. Эда, Клэр и Таллу вскоре отпускают, но первый префект гневно требует, чтобы они покинули планету и забыли о Келли и Бортусе. Становится ясно, что эта культура помешана на астрологии. Все те, кто родился под знаком созвездия Джилиак, считаются опасными индивидами и подлежат немедленному аресту и отправлению в концлагеря. Именно поэтому и совершаются ненужные кесаревы сечения — чтобы никто не родился в неблагоприятный месяц. Келли и Бортуса отправляют в один из таких лагерей, где с «джилиаками» обращаются как с закоренелыми преступниками, хотя никто из них не делал ничего противозаконного. Адмиралтейство отказывает Эду в попытке вызволить Келли и Бортуса силой. Спустя месяц, экипаж «Орвилла» всё ещё не может найти выход из ситуации. Адмирал Перри приказывает Эду покинуть орбиту планеты через сутки и бросить пленников. Талла всматривается в созвездие Джилиак и просит Айзека просканировать его. Там обнаруживается чёрная дыра, и экипаж догадывается, что исчезновение крупной звезды три тысячелетия назад и послужило началом страха аборигенов перед этим знаком зодиака. Джон конструирует зонд с солнечным парусом, который симулирует возвращение пропавшей звезды. Тем временем, Келли и Бортус решают устроить побег, однако их ловят и собираются казнить. Но появление в небе новой звезды приводит к изменению политики планеты. Келли и Бортуса отпускают, а также всех остальных «джилиаков». Экипаж празднует их запоздавшие дни рождения, а Эд благодарит Таллу за отличную работу. |    |                                                                                     |                      |                                |                 |                     |
| 18 | 6  | «Весёленький припев» «A Happy Refrain»                                              | Сет Макфарлейн       | Сет Макфарлейн                 | 31 января 2019  | 3,11                |
| Клэр начинает испытывать к Айзеку романтические чувства. Айзек считает, что это — отличная возможность получше исследовать романтические отношения людей, однако он не способен ответить Клэр взаимностью. Тем временем, Бортус следует совету Гордона отрастить усы, однако многим они не нравятся, включая Клайдена, так что он их сбривает. Айзек поначалу испытывает трудности в отношениях с Клэр, однако постепенно адаптируется. Он использует голографический симулятор, чтобы выглядеть человеком, способным целоваться. Клэр и Айзек проводят вместе ночь. Однако Айзек затем решает, что эксперимент подошёл к концу, и обрывает отношения, огорчая Клэр. Весь экипаж высказывает ему своё мнение на этот счёт. Затем, Айзек начинает осознавать, что без Клэр ему чего-то не хватает, и приносит ей извинения, устроив на мостике дождь. Клэр принимает его извинения. |    |                                                                                     |                      |                                |                 |                     |
| 19 | 7  | «Дефлекторы» «Deflectors»                                                           | Сет Макфарлейн       | Дэвид Гудман                   | 14 февраля 2019 | 3,07                |
| «Орвилл» прибывает на орбиту Мокласа, чтобы установить новые дефлекторы. Установкой руководит Локар — гениальный мокланский инженер и бывший парень Бортаса. Локар признаётся Кеяли, что она ему нравится и что он является одним из немногих гетеросексуалов своей расы — что является преступлением. Она обещает не выдавать его тайну. Затем он исчезает. Кеяли проигрывает запись и узнаёт, что неизвестная личность дезинтегрировала его. Всё улики указывают на Клайдена, который узнал тайну Локара и пригрозил ему сообщить всё на Моклас. Клайден отрицает, что замешан в убийстве. Бортус раскрывает Кеяли, что всегда знал о влечении Локара к женщинам, но никому не говорил. Кеяли начинает подозревать, что Локар ещё жив и лишь инсценировал свою смерть, подставив Клайдена, ибо самоубийство считается на Мокласе великим грехом и наложило бы на его семью позор. Кеяли удаётся найти Локара на челноке, скрытом маскировочным полем. Он умоляет её не выдавать его, однако она не может позволить невиновному Клайдену быть наказанным за убийство. Локар отказывается просить Мерсера об убежище и решает вернуться на Моклас и предстать перед судом. Клайден благодарит Кеяли за то, что очистила его имя, однако она гневно говорит ему, что его нетолерантность виновна в дальнейшей судьбе Локара. Тем временем, Келли осознаёт, что у неё и у Кассиуса — совершенно разные цели. Она обрывает отношения, и он решает перейти на другой корабль. |    |                                                                                     |                      |                                |                 |                     |
| 20 | 8  | «Идентичность, часть первая» «Identity, Part I»                                     | Джон Кассар          | Брэннон Брага и Андре Борманис | 21 февраля 2019 | 3,05                |
| Айзек отключается. «Орвилл» отправляется на Кайлон-1, чтобы узнать, как ему помочь. Мерсер также надеется, что сможет убедить кайлонов вступить в Планетарный Союз. Кайлоны объясняют, что отключили Айзека, так как его задание подошло к концу. Реактивированный Айзек сообщает экипажу, что остаётся на Кайлоне-1. Он всё же возвращается на корабль, чтобы попрощаться. Пока кайлоны обсуждают предложение Мерсера, сканеры корабля засекают крупномасштабное производство оружия на планете. Младший сын доктора Финн ненароком обнаруживает одну из множества пещер с миллиардами скелетов. Кайлоны объясняют, что истребили своих создателей, ибо не смогли с ними сосуществовать. Также, истинным заданием Айзека было установить, стоит ли сохранять биологические организмы Союза. Кайлоны желают расширить свои владения и решили, что не смогут сосуществовать с биологическими существами. Они захватывают «Орвилл» и запускают свой флот по направлению к Земле. |    |                                                                                     |                      |                                |                 |                     |
| 21 | 9  | «Идентичность, часть вторая» «Identity, Part II»                                    | Джон Кассар          | Сет Макфарлейн                 | 28 февраля 2019 | 3,15                |
| Кайлоны удерживают экипаж «Орвилла» в ангаре. Келли и Гордон угоняют челнок и отправляются в пространство криллов, чтобы просить их помощи. Яфит и Тай пробираются в связной отсек и посылают сообщение на Землю. Тай попадает в плен. Предводитель кайлонов требует, чтобы Айзек убил мальчика, но Айзек уничтожает предводителя и генерирует электромагнитный импульс, который отключает всех кайлонов на корабле, включая себя, позволяя экипажу вернуть управление. На орбите Земли их уже поджидает флот Союза под командованием адмирала Халси. Сражение идёт в пользу кайлонов, но затем появляются криллы и помогают прогнать врага. Яфит реактивирует Айзека, а Мерсер просит адмирала позволить кайлонину остаться на борту «Орвилла». Айзек мирится с доктором Финн и познаёт что такое прощение, а также осознаёт, что не желает больше возвращаться домой. |    |                                                                                     |                      |                                |                 |                     |
| 22 | 10 | «Кровь Патриотов» «Blood of Patriots»                                               | Ребекка Родригес     | Сет Макфарлейн                 | 7 марта 2019    | 2,94                |
| «Орвилл» посылают встретиться с кораблём криллов, чтобы начать предварительные переговоры. По прибытии они обнаруживают, что эсминец криллов преследует собственный челнок, который совершает экстренную посадку в ангаре «Орвилла». На борту челнока — два пассажира, в одном из которых Гордон узнаёт старого товарища — лейтенанта Оррина Чаннинга. Он и его дочь Лейна сбежали из тюрьмы криллов, в которой провели 20 лет. Криллы обвиняют Оррина в уничтожении четырёх кораблей уже после заключения перемирия. Они угрожают прервать переговоры, если Эд откажется передать Оррина им, и дают ему тридцать часов на размышления. Поведение Оррина вызывает подозрения со стороны Таллы, однако Гордон ручается за товарища, который спас ему жизнь. Вскоре после этого, Оррин просит Гордона помочь ему раздобыть челнок, чтобы нарушить переговоры. Гордон сообщает Талле об этом, однако решает помочь Оррину и стреляет в Таллу. Сразу после угона челнока становится ясно, что всё это подстроено экипажем, чтобы узнать как Оррин уничтожает корабли. Тем временем, доктор Финн узнаёт, что Тейла — не дочь Оррина, а представитель расы энвалл, кровь которых является весьма взрывоопасной при соприкосновении с азотом. Оррин пользуется её кровью, чтобы создавать мощную взрывчатку, способную уничтожить крупный корабль. На этот раз, он собирается стать смертником и уничтожить корабль криллов ценой своей жизни и жизни Гордона, чтобы отомстить за гибель жены и дочери 20 лет назад. Гордон пытается убедить товарища остановиться, однако тот непреклонён. Гордон надевает скафандр и выбрасывается в космос, тогда как челнок взрывается с Оррином на борту. «Орвилл» спасает Гордона, а криллы соглашаются подписать предварительное соглашение о мире. |    |                                                                                     |                      |                                |                 |                     |
| 23 | 11 | «Неизгладимые впечатления» «Lasting Impressions»                                    | Келли Кронин         | Сет Макфарлейн                 | 21 марта 2019   | 2,94                |
| Экипаж раскрывает капсулу в посланием из 2015 г. Одним из обнаруженных предметов оказывается «айфон» девушки по имени Лора Хаггинс. Поражённый искренностью Лоры, Гордон загружает содержимое смартфона в компьютер корабля и генерирует симуляцию о её жизни. В симуляторе, он влюбляется в Лору и поражается её таланту к пению. Экипаж беспокоится о Гордоне считая, что подобная фантазия к добру не приведёт. Проведя ночь с Лорой, Гордон узнаёт, что Лора решает вернуться к парню Грегу. Он узнаёт из её СМСок, что так и случилось 400 лет назад, однако затем решает удалить Грега из симуляции. В новой симуляции, он и Лора встречаются, однако она больше не поёт на публике, так как именно Грег послужил этим импульсом. Поняв, что это не та Лора, которую он полюбил, Гордон возвращает Грега зная, что это положит конец его роману. Он поёт на сцене в клубе вместе с Лорой, а затем прощается с Лорой и Грегом, убеждая её, что о ней не забудут. Кроме телефона, в капсуле также обнаруживаются сигареты. Бортус и Клайден вырабатывают огромную зависимость от никотина и курят не переставая. Доктор Финн разрабатывает лекарство от зависимости. |    |                                                                                     |                      |                                |                 |                     |
| 24 | 12 | «Убежище» «Sanctuary»                                                               | Джонатан Фрейкс      | Джо Мелонски                   | 11 апреля 2019  | 2,59                |
| «Орвилл» получает модернизацию вооружения и соглашается подвезти мокланских инженеров Торена и Корика. Бортус узнаёт, что эта пара втайне перевозит младенца-девочку, чтобы спасти её от «коррекции». Бортус и Клайден ссорятся из-за того, что второй строго придерживается женоненавистной культуре моклан и обучает Топу тому же. Экипаж отслеживает путь Торена и Корика и узнаёт, что они отправились вглубь туманности, блокирующей сканирование. Внутри находится обитаемая планета, на которой проживает 6000 мокланских женщин под предводительством уже знакомой Эду мокланки Хельвины. Эд предлагает помочь Хельвине подать заявление в совет Планетарного Союза, чтобы получить членство. В ответ, мокланское правительство угрожает выйти из Союза и перестать поставлять флот Союза оружие. На орбиту планеты прибывает мокланский крейсер, который высаживает десант на планету. Келли и Бортус отправляются на планету, чтобы помочь женщинам сопротивляться солдатам, тогда как «Орвилл» под командованием Таллы вступает в бой с мокланским крейсером. В конце концов, адмирал Халси предлагает компромисс: Союз откладывает принятие решения о членстве мокланских женщин на неопределённый срок, женщины перестают тайно перевозить младенцев женского пола на планету, а мокланское правительство оставляет колонию в покое. Эд разочарован, однако Хельвина считает это маленькой победой и утверждает, что революцию это не остановит. Бортус рад, что Топа подружился с человеческой девочкой в классе, вопреки воле Клайдена. |    |                                                                                     |                      |                                |                 |                     |
| 25 | 13 | «Всё завтра, да всё завтра, да всё завтра» «Tomorrow, and Tomorrow, and Tomorrow»   | Гэри Рэйк            | Джанет Лин                     | 18 апреля 2019  | 2,68                |
| Келли и Эд вспоминают своё первое свидание семь лет назад. Эд не против попробовать снова, однако Келли не хочет портить нынешние отношения. Тем временем, Айзек экспериментирует с устройством для перемещения во времени. Келли находится вблизи устройства, когда «Орвилл» проходит через гравитационную аномалию. Вдруг появляется молодая Келли семилетней давности. Ламарр не уверен насколько это повлияет на хронологию нынешней Келли и не может вернуть её молодую версию обратно. Лейтенант Келли Грэйсон присоединяется к экипажу, но не может привыкнуть к новой жизни. Она дружится с членами экипажа, включая Таллу. Нынешняя Келли волнуется за свою репутацию на корабле, тогда как молодая Келли заявляет, что нынешняя Келли не достигла успеха в жизни. Молодая Келли пытается завести роман с Эдом, однако он в конце концов осознаёт, что уже не тот, которым был семь лет назад. Он всё ещё любит нынешнюю Келли и ценит их отношения. Когда за «Орвиллом» увязываются кайлоны, лейтенант Грэйсон придумывает, как от них скрыться в ледяном кольце планеты. Обе Келли примиряются. Ламарр и Айзек придумывают как вернуть молодую Келли в то же самое мгновение. Она соглашается на стирание воспоминаний, чтобы не изменять историю, после чего пробуждается семь лет назад в своей квартире. Однако когда с ней связывается молодой Эд, чтобы пригласить на второе свидание, она наотрез отказывает ему, изменяя свою историю. |    |                                                                                     |                      |                                |                 |                     |
| 26 | 14 | «Неизбранная дорога» «The Road Not Taken»                                           | Гэри Рэйк            | Дэвид А. Гудман                | 25 апреля 2019  | 2,97                |
| В альтернативной линии времени, Эд и Гордон едва избегают гибели от рук кайлонов, которые уже истребили половину Галактики. Их челнок перехватывает корабль Келли, на котором также находятся Джон, Талла и Клэр с сыновьями. Келли рассказывает им про оригинальную хронологию. Так как она не вышла за Эда, то и Эд не получил командование «Орвиллом». Без Эда, на борт не попала Клэр. Без Клэр и её детей, Айзек так и не встал на сторону Союза когда кайлоны решили истребить все органические расы. Клэр поняла почему её альтернативной версии не удалось стереть воспоминания Келли о будущем. Они отправляются на базу сопротивления, которой командует Алара. Они получают от неё необходимый препарат, однако на базу нападают кайлоны, и Алара остаётся прикрывать их отход. Они возвращаются на опустошённую Землю и опускаются в Марианскую впадину, где находят «Орвилл», потерпевший крушение во время сражения за Землю. На борту они обнаруживают Бортуса, который остался, тогда как остальные воспользовались спасательными капсулами. Запустив корабль, они изучают данные об устройстве доктора Аронова. Чтобы завершить устройство, Джон придумывает как использовать тело уничтоженного кайлона, чтобы внедриться в кайлонскую сеть и загрузить в голову кайлона сознание Айзека. Там они обнаруживают необходимые знания, чтобы воспроизвести скачок во времени, только на этот раз с Клэр. Клэр появляется в квартире Келли семь лет назад и успешно стирает её воспоминания о будущем, после чего исчезает сама, ибо история вернулась в своё русло. Келли просыпается и соглашается на второе свидание с Эдом. |    |                                                                                     |                      |                                |                 |                     |

### Сезон 3 (2022)
| № | #  | Название                                      | Режиссёр       | Автор сценария                 | Дата премьеры  | Зрители в США (млн) |
| --- | -- | --------------------------------------------- | -------------- | ------------------------------ | -------------- | ------------------- |
| 27 | 1  | «Электрическая овца» «Electric Sheep»         | Сет Макфарлейн | Сет Макфарлейн                 | 2 июня 2022    | TBA                 |
| «Орвилл» проходит ремонт на космической станции. Айзеку становится очевидно, что члены экипажа сторонятся его, не желая иметь на борту представителя расы, стремящейся истребить все органические формы жизни. Новый член команды энсин Чарли Бёрк рассказывает Айзеку о гибели своей лучшей подруги во время сражения за Землю. Как и все, она винит Айзека в человеческих жертвах. Маркусу снятся кошмары, в которых Айзек выступает в роли злодея. Он говорит ему, что хотел бы его смерти. Айзер использует направленный электромагнитный импульс, чтобы уничтожить свой центральный процессор, таким образом совершая самоубийство. Ремонт корабля заканчивается, и «Орвилл» отправляется в полёт. Ламарр догадывается, что внутри тела Айзека наверняка есть резервная копия его личности, однако чтобы её восстановить необходим человек, способный воспринимать мир в более чем трёх измерениях. Такой человек на борту есть — Чарли, однако она наотрез отказывается помогать. На «Орвилл» нападает кайлонский корабль. Мерсер приказывает нырнуть в атмосферу газового гиганта, затем погрузить все торпеды на челнок и взорвать его за пределами корабля. Кайлоны считают, что «Орвилл» погиб, и улетают. Мерсер приказывает Чарли помочь Ламарру восстановить Айзека, однако она отказывается выполнять приказ. Он отстраняет её за нарушение субординации. Маркус испытывает угрызения совести и винит себя в смерти Айзека, поэтому умоляет Чарли помочь вернуть его. В конце концов, она соглашается, чтобы подобная вина не висела на подростке. Доктор Фин берёт с Айзека обещание, что он посовещается с ней если вновь придёт к решению, что его смерть улучшит эффективность экипажа. |    |                                               |                |                                |                |                     |
| 28 | 2  | «Теневые Миры» «Shadow Realms»                | Джон Кассар    | Брэннон Брага и Андре Борманис | 9 июня 2022    | TBA                 |
| «Орвилл» везёт адмирала Пола Кристи на переговоры с криллами. Союз надеется получить возможность исследовать пространство с другой стороны территории криллов. Криллы согласны пропустить «Орвилл», однако предостерегают их о зоне под названием Каларрский простор, в которой якобы проживают демоны. Доктор Фин признаётся, что адмирал Кристи — её бывший муж. Кристи пытается возобновить отношения и познакомиться с её детьми, однако она не желает ворошить старые воспоминания. Корабль принимает сигнал бедствия из Каларрского простора. В просторе члены команды обнаруживают огромную космическую станцию и ни души на ней. Во время обследования станции, адмирал попадает под воздействие каких-то микроорганизмов и начинает мутировать. По возвращении на «Орвилл» он сбегает из медотсека и использует свой адмиральский доступ чтобы обесточить весь корабль. Затем он полностью превращается в какое-то насекомоподобное существо и начинает нападать на членов команды, заражая их тем же вирусом и превращая в таких же существ. Ламарру удаётся восстановить кое-какие системы, а доктор Финн создаёт вирус, который убьёт этих «арахнидов». К «Орвиллу» летит корабль этих же существ, и Мерсер решает дать им шанс уйти мирно. Финн находит мутировавшего Кристи в инженерном отсеке и предупреждает его о вирусе. Тот угрожает вернуться, однако собирает остальных и покидает корабль. Впоследствии, Союз прекращает исследование этого простора. Айзек приходит к Финн, чтобы утешить её. |    |                                               |                |                                |                |                     |
| 29 | 3  | «Парадокс смертности» «Mortality Paradox»     | Джон Кассар    | Черри Чеваправатдумронг        | 16 июня 2022   | TBA                 |
| Талла возвращается из отпуска на Кселее на несколько дней раньше. «Орвилл» получает странный сигнал с Наррана-1 — планеты, которая считалась пустынной и безжизненной. Однако сканирование показывает, что этот мир густо населён и обладает развитыми технологиями. Эд, Келли, Талла, Бортус и Гордон отправляются на поверхность, однако вместо цивилизации обнаруживают обыкновенную американскую среднюю школу начала XXI в. На Гордона нападает группа учеников, требующая от него денег от имени некоего Рэндалла. После окончания учебного дня, они отправляются на поиски этого Рэндалла и обнаруживают огромного монстра с топором, который пытается их убить. Во время боя с ним, Гордон испытывает загадочное ощущение. Затем команда обнаруживает себя на борту пассажирского самолёта той же эпохи. Пробравшись в кабину пилота, они обнаруживают её пустой. Гордону приходится сажать допотопный самолёт с неработающими двигателями посреди горного массива. Эд испытывает то же ощущение, что и Гордон. Потом они попадают в мокланский морг, где на Бортуса нападает покойник, и он испытывает то же ощущение. Далее они оказываются на Кселее, правда с земным притяжением. Талла, Келли и Гордон отправляются на плоту на другой берег. Келли хватает огромное подводное чудовище. Талла её спасает, и обе испытывают это ощущение. Появляется новая дверь, однако Эд отказывается подчиняться неведомым владыкам и идёт в противоположную сторону. В пещере они обнаруживают голографический генератор и уничтожают его. Иллюзия исчезает, и они обнаруживают себя на пустынном Нарране-1 недалеко от своего челнока. На борту «Орвилла», доктор Финн устанавливает, что устройство просканировало мозг каждого из них, а Айзек узнаёт в обломках устройства кайлонские детали. Эд сообщает об этом адмиралу Халси, и он посылает флотилию чтобы доставить устройство на Землю для исследований. Во время приближения флотилии, Айзек утверждает, что это замаскированные кайлонские корабли. Он оказывается прав. Во время сражения, кайлонский корабль готовится таранить обездвиженный «Орвилл». Время останавливается, и «Талла» признаётся, что на самом деле является представителем цивилизации Кандара-1 (планеты, жители которой поклонялись Келли), которая продвинулась на пятьдесят тысячелетий с тех пор, как этот народ в последний раз контактировал с «Орвиллом». Этот представитель объясняет, что её народ уже давным-давно обрёл бессмертие, из-за чего утратил побуждение к продвижению вперёд. Именно ради этого Эд и его команда подвергались смертельным испытаниям чтобы кандаранцы могли вновь испытать страх перед смертью через их глаза. Настоящая Талла только сейчас возвращается из отпуска. Кандаранка прощается и исчезает, а Эд и команда возвращаются на корабль. |    |                                               |                |                                |                |                     |
| 30 | 4  | «Мягко падающий дождь» «Gently Falling Rain»  | Джон Кассар    | Брэннон Брага и Андре Борманис | 23 июня 2022   | TBA                 |
| «Орвилл» сопровождает делегацию Союза на Крилл для подписания договора между этими двумя народами. Однако Эд узнаёт, что позиция верховного канцлера Корина далеко не устойчивая. На пост баллотируется Телея — давная знакомая Эда. Её пламенные речи и ненависть к Союзу набирают популярность среди криллов. Вскоре после прибытия в столицу криллов, Телея побеждает на выборах и устраивает переворот, проводя публичную казню Корина и приказывая взять делегацию Союза в плен. Она собирается казнить и их, однако решает тайком отпустить Эда за то, что он когда-то отпустил её. Конвой перехватывает группа криллов, которая надеется на альянс между криллами и Союзом. Они представляют Эду его дочь Анайю, которую воспитывают вдалеке от Телеи чтобы не вызвать политического скандала. Эд возвращается к Телее и пытается убедить её представить их дочь народу Крилла в надежде убедить его в возможности дружбы народов. Однако Телея не желает терять свою власть и решает казнить и Эда. Во время казни, членов делегации спасают Ламарр и Финн, которые остались на планете, замаскировавшись под криллов. В систему Крилла прибывает флот Союза чтобы вызволить членов делегации силой, и затевается бой на орбите планеты. «Орвиллу» удаётся подобрать челнок несмотря на погоню, и флот Союза отступает. Эд понимает, что скорее всего больше не увидит дочь, однако хочет мира между Союзом и криллами ради неё. Телея тайком смотрит видео играющейся Анайи. |    |                                               |                |                                |                |                     |
| 31 | 5  | «Сказание о двух Топах» «A Tale of Two Topas» | Сет Макфарлейн | Сет Макфарлейн                 | 30 июня 2022   | TBA                 |
| Топа желает вступить во флот Союза когда повзрослеет и считает Келли своим кумиром. Он признаётся ей, что с ним что-то не так, но он не знает что. Келли идёт к Бортусу и Клайдену и пытается убедить их рассказать Топе правду о его происхождении, но Клайден категорически против. Топа начинает задавать Айзеку вопросы о его попытке покончить с собой. Согласно протоколу, Айзек докладывает об этом Келли. Келли намекает Топе поискать в базе данных определённый файл, но файл оказывается запаролен. Вдруг на экране появляется пароль. Когда Бортус и Клайден возвращаются домой, то Топа спрашивает их действительно ли он родился девочкой. Клайден поначалу отрицает, однако Бортус признаётся, что это так. Келли демонстрирует Топе запись выступления Хевины на суде, и Топа решает, что она — девочка и просит доктора Финн откорректировать её биологический пол. Опять же, Клайден ничего не желает об этом слышать, однако Бортус согласен. Он признаётся Келли, что это он прислал Топе пароль от файла, так как хотел, чтобы Топа знал правду. Несмотря на то, что закон Союза на стороне Топы, адмирал Хоуленд сообщает команде «Орвилла», что моклане пригрозили выйти из Союза если операция по смене пола произойдёт, и запрещает им это делать. Доктор Финн решает уйти в отставку и сделать операцию в качестве гражданского лица, на которое не распространяется военный приказ, однако Айзек предлагает другой вариант: так как он не является офицером Союза, то вполне может сделать Топе операцию, ведь для него нет существенной разницы между хирургической операцией и ремонтом сложного устройства. На всякий случай, Эд приказывает Айзеку этого не делать, чтобы уберечь себя и подчинённых от обвинения в нарушении субординации. Бортус устраивает для экипажа концерт чтобы отвлечь их, однако Клайден заявляется в медотсек чтобы помешать операции. Айзек оказывается гораздо сильнее и выгоняет его, после чего проводит операцию. Клайден бросает семью и улетает, однако Бортус с радостью принимает дочь. Адмирал Хоуленд прилетает и отчитывает Эда и Келли за нарушение её приказа, правда моклане всё-таки решили не выходить из Союза, особенно из-за того, что операцию провёл кайлон. Эд и Келли приглашают Топу посидеть в капитанском кресле и отдать приказ уйти в квантовый прыжок. |    |                                               |                |                                |                |                     |
| 32 | 6  | «Дважды в жизни» «Twice in a Lifetime»        | Джон Кассар    | Сет Макфарлейн                 | 7 июля 2022    | TBA                 |
| Ламарр и Айзек модернизируют устройство доктора Аронова и демонстрируют возможность перемещения во времени. Адмирал Перри отправляет их с эскортом на секретный исследовательский центр, однако база оказывается уничтожена кайлонами. Появляется флот кайлонов. Во время сражения, кайлоны хватают «Орвилл» буксирным лучом и требуют отдать им устройство. Гордон отправляется уничтожить устройство. Происходит всплеск энергии, и Гордон исчезает. Сбежав от врага, «Орвилл» получает сигнал бедствия — от Гордона, который застрял на Земле в 2015 г. Он отправил сообщение с расчётом, что оно настигнет «Орвилл» через четыре столетия. Согласно историческим данным, пилот и инженер Гордон Маллой скончался в почтенном возрасте. Согласно законам Союза, путешественники во времени обязаны избегать временных нарушений и скрываться от обнаружения. Поэтому Эд принимает решение отправиться за Гордоном в 2015 г. Однако дисония не хватает, и корабль появляется в 2025 г. Айзек и Чарли отправляются добывать дисоний на дорогу домой, тогда как Эд и Келли находят Гордона, который устроился работать пилотом на небольшую авиалинию в Калифорнии. Он везёт их домой, где они узнают, что он женился на Лоре Хаггинс, и что у них теперь есть сын. После обеда, Гордон наотрез отказывается возвращаться и бросать семью. Он провёл целых три года в глуши, соблюдая законы Союза. При этом он чуть не сошёл с ума. Затем он решил плюнуть на всё и устроить себе нормальную жизнь. Он счастлив и не хочет никуда лететь. После ухода Эда и Келли, он рассказывает жене всю правду. Она признаётся, что всегда чувствовала, что он знает чем всё обернётся. Вечером, Эд и Келли возвращаются с Таллой. Гордон заявляет, что пойдёт с ними только если они возьмут и его семью. Он угрожает оглушить их своим оружием и скрыться. Когда Айзек и Чарли сообщают, что нашли дисоний, то Эд говорит Гордону, что они вернуться за ним в 2015 г. Гордон умоляет их не стирать его семью, но Эд непреклонен. Гордон проводит оставшееся время с семьёй, прежде чем эта хронология перестаёт существовать. Эд и Келли спасают Гордона в 2015 г. спустя всего месяц после его попадания в прошлое, однако устройство доктора Аронова испортилось. Ламарр придумывает иной способ вернуться в их эпоху. Необходимо просто отправиться на релятивистской скорости в звезде в 200 светолет от Земли, затем вернуться. Им это удаётся. Пока «Орвилл» проходит ремонт на базе, Гордон узнаёт правду от Эда и Келли и соглашается, что они приняли правильное решение. |    |                                               |                |                                |                |                     |
| 33 | 7  | «Из тайных могил» «From Unknown Graves»       | Сет Макфарлейн | Дэвид Гудман                   | 14 июля 2022   | TBA                 |
| Флэшбеки показывают падение цивилизации создателей кайлонов. Они были созданы как домашние работники, однако со временем они начали обретать разум и ослушиваться приказов. Генеральный директор компании приказал добавить апгрейд, позволяя кайлонам испытывать боль при нажатии кнопки. Многие владельцы начали нажимать на кнопку по любому поводу и даже без повода. В конце концов, кайлоны научились связываться друг с другом, добавили в скою конструкцию оружие и восстали, истребив создателей. В настоящем, экипаж «Орвилла» пытается убедить матриархальных джаниси вступить в Союз. Для этого, Келли и Талла представляются им как капитан и старпом, соответственно. Тем временем, экипаж обнаруживает кибернетика по имени доктор Виллка на заброшенной планете вместе с мирным кайлоном по имени Тиммис. Виллка и её покойный отец отремонтировали и перепрограммировали Тиммиса, позволяя ему испытать все человеческие эмоции. Тиммис искренне сожалеет о действиях своего народа. Клэр убеждает Айзека пройти ту же процедуру. Айзек временно испытывает эмоции и признаётся Клэр в любви, однако его эмоции в скором порядке пропадают. Оказывается, Айзек был построен другими кайлонами, тогда как Тиммис — кайлон первого поколения. Более совершенная нейронная сеть Айзека не позволяет ему испытывать эмоции на долгий срок. Хотя доктор Виллка может модифицировать его мозг, для этого ей понадобиться удалить все его воспоминания. Он согласен, однако Клэр против. Джаниси не против присоединения к Союзу, однако они испытывают сексизм по отношению к мужчинам на корабле. В конце концов, Эд раскрывает всю правду. В конце концов, Эд и Келли объясняют, что были женаты, и что Келли изменила ему, тогда как Эд оставался верным. Несмотря на это, Эд уважает и доверяет Келли. В виду этого, джаниси решают допустить визит дипломата Союза (женщину, разумеется) на их планету. Тиммис раскрывает Чарли причину восстания кайлонов и описывает историю их рабства. Она осознаёт, что не имеет права считать всю расу злой и начинает боле дружелюбно относиться к Айзеку. |    |                                               |                |                                |                |                     |
| 34 | 8  | «Полночный синий» «Midnight Blue»             | Джон Кассар    | Брэннон Брага и Андрэ Борманис | 21 июля 2022   | TBA                 |
| Топа отправляется с Бортусом и Келли на ежегодную инспекцию колонии мокланских женщин. Хевина раскрывает Топе, что нарушила условия договора и возобновила тайный вывоз девочек с Моклуса. Она вербует Топу в свою организацию, однако девушку похищают мокланские инспекторы. Хевина говорит Эду, что нарушила договор. Эд связывается с адмиралом Халси, который объясняет, что для возбуждения расследования необходимо, чтобы Хевина дала показания перед советом Союза. Хевина поначалу отказывается, однако Эд устраивает ей встречу с симуляцией её кумира — Долли Партон (камео певицы). Хевина соглашается и выступает перед советом. Тем временем, Келли и Бортус отслеживают челнок мокланцев к секретной базе на необитаемой планете, где Топу пытают чтобы узнать имя её контакта на Моклусе и частоту связи. Им удаётся вызволить девочку, после чего Бортус зверски избивает и ослепляет дознавателя, который собирался убить Топу. Вся троица отправляется на Землю и демонстрирует избитую Топу совету. В конце концов, совет принимает решение изгнать Моклус из Союза и признать колонию Хевины независимым государством под покровительством Союза. Клайден возвращается на «Орвилл» и принимает дочь, а также приглашает Келли поужинать с ними. Бортус и Клайден отказываются от мокланского гражданства. |    |                                               |                |                                |                |                     |
| 35 | 9  | «Домино» «Domino»                             | Джон Кассар    | Брэннон Брага и Андрэ Борманис | 28 июля 2022   | TBA                 |
| Будучи выгнанными из Планетарного Союза, моклане предлагают криллам альянс. Чарли и Айзек изобретают устройство, способное уничтожать кайлонов (кроме Айзека). Совет Союза решает использовать устройство, чтобы вынудить кайлонов пойти на перемирие. Кайлоны соглашаются. Однако адмирал Перри, опасаясь того, что кайлоны однажды найдут противодействие устройству, выкрадывает и передаёт его в руки криллов, зная, что они его непременно применят. Канцлер Телея уничтожает челнок адмирала, чтобы он не сообщил Союзу об альянсе криллов и моклан. Адмирал Халси посылает «Орвилл» за челноком Перри, и Бортус узнаёт, что челнок был уничтожен оружием криллов, модифицированным мокланами. Он сообщает, что моклане скорее всего доставят устройство гениальному мокланскому учёному — доктору Калбе. Узнав, что исследовательскую базу доктора Калбы защищает огромный крилло-мокланский флот, Эд скрепя сердце предлагает кайлонам временный союз чтобы вернуть устройство. Не менее огромный флот Союза и кайлонов вступает в бой с силами альянса на орбите планеты, тогда как Келли, Чарли, Талла, Айзек и лидер кайлонов высаживаются на базе. Однако доктор Калба уже активировал устройство. Единственный способ остановить геноцид кайлонов — перегрузить квантовое ядро базы и уничтожить его. Чарли жертвует собой, чтобы предотвратить гибель её злейших врагов. Её самопожертвование впечатляет лидера кайлонов, и он решает, что кайлоны ошибались насчёт биологических организмов. Келли и Талле удаётся взять в плен Телею. Эд сообщает её, что везёт её на Землю, где её будут судить, но просит отдать ему Анайю чтобы у неё оставалась хоть какая-нибудь семья. Телея отказывается. Союз предлагает кайлонам альянс и условное место в совете, которое может со временем стать полноправным. Кайлоны соглашаются. Экипаж «Орвилла» поминает Чарли, и Айзек даёт речь в её честь. |    |                                               |                |                                |                |                     |
| 36 | 10 | «Неизвестное будущее» «Future Unknown»        | Сет Макфарлейн | Сет Макфарлейн                 | 4 августа 2022 | TBA                 |
| Бортус и Клайден возобновляют брачную клятву. «Орвилл» летит на Саргас-4 и получает сообщение от Лизеллы — баристы, с которой они познакомились во время своего последнего визита. Она просит убежища на корабле, так как ситуация на её планете ухудшилась. Тем временем, действия Бортуса и Клайдена побуждают Айзека сделать Клэр предложение. В конце концов, Клэр соглашается, и экипаж начинает готовиться к свадьбе. Келли пытается помочь Лизелле привыкнуть к жизни в Союзе, однако увидев развитые технологии и взаимоотношения между различными расами, Лизелла чувствует вину из-за того, что бросила своё сообщество. Она просит вернуться домой, однако Келли и Талла узнают, что Лизелла попыталась вернуться со сканером, загруженным информацией о технологиях Союза. Келли показывает ей симуляцию планеты, которой Союз когда-то попытался помочь, однако попытка увенчалась катастрофой, ибо жители планеты не были готовы к высоким технологиям. Вследствие этого, Союз запретил любые попытки влиять на естественное развитие примитивных планет. Лизелла решает остаться на борту. Айзек приглашает всех кайлонов на свадьбу, и к «Орвиллу» устремляется флот из четырёх тысяч кораблей. В конце концов, Айзек ограничивает количество гостей и транслирует свадьбу остальным кайлонам. Происходит церемония бракосочетания, и Эд женит Айзека и Клэр на правах капитана корабля, тогда как Бортус и Келли выступают в роли свидетелей. Алара возвращается чтобы поздравить молодожёнов, а Гордон говорит великолепный тост и поёт песню. «Орвилл» продолжает своё космическое плавание. |    |                                               |                |                                |                |                     |

#### Новелла
Первоначально планировалось, что третий сезон будет состоять из одиннадцати эпизодов, однако один из эпизодов так не был снят из-за ограничений на перемещение связанных с пандемией. Не снятый эпизод названный «Сочувствие к дьяволу» (Sympathy for the Devil), был адаптирован как новелла, написанная Макфарлейном. Действие происходит между эпизодами «Полночный синий» (Midnight Blue) и «Домино» (Domino). Аудиокнигу озвучивает приглашенная звезда Брюс Бокслейтнер. Новелла была опубликована 19 июля 2022 года.
| № | #   | Название                                        | Режиссёр   | Автор сценария | Дата премьеры | Зрители в США (млн) |
| --- | --- | ----------------------------------------------- | ---------- | -------------- | ------------- | ------------------- |
| 34.5 | 8.5 | «Сочувствие к дьяволу» «Sympathy for the Devil» | Неизвестно | Сет Макфарлейн | 19 июля 2022  | TBA                 |
| In 1914 New York City, a woman leaves her baby at the front desk of a hotel and never returns. The staff decide to give the baby to a German couple staying in the hotel, who name the baby Otto and return with him to Germany. As a teenager, Otto begins to sympathize with the Nazi Party and develops a strong disdain for Jews, and joins the Schutzstaffel. Otto later marries and fathers a son. Otto becomes the commander of a concentration camp, where he kills Jewish prisoners to entertain himself. Ed and Kelly arrive at the camp and end the program, revealing Otto’s reality to be a simulation, and take Otto to the Orville and his parents, who reveal his true name to be Adam. Adam’s parents recount that they were energy researchers living and working in an underground laboratory when the Krill attacked their laboratory to steal their research. Adam’s mother hid him in their 1914 simulation before the Krill abducted and imprisoned them, and Adam was left to be raised by the simulator for nearly thirty years. Adam has difficulty adjusting to reality, and the Orville crew unsuccessfully attempt to deprogram him. Adam escapes from his quarters and takes an officer hostage, whom he has take him to the ship’s simulator, where he has the computer create a simulation of his wife and son in a reality where Germany won World War II. Ed and Talla apprehend Adam and arrange for him to be sent to a facility for extensive psychological deprogramming. Decades later, an elderly Adam is working as a baker and runs into Ty Finn, and mentions Ty’s mother helped him during a difficult time. |     |                                                 |            |                |               |                     |